# Тростник обыкновенный
Тростни́к обыкнове́нный, или тростник ю́жный, очере́т (лат. Phragmítes austrális) — высокий (до 4 м) многолетний злак рода Тростник, один из самых широко распространённых видов цветковых растений.

## Распространение и экология
Тростник обыкновенный — почти космополит, отсутствующий в пустынях. Растёт в Европе, Азии, Северной Африке, в Северной и Южной Америке.
В России и сопредельных странах встречается повсеместно (кроме Крайнего Севера).
Влаголюбивое растение. Широко распространено на почвах с близким стоянием грунтовых вод (2,0—2,5 м). Тростник обычен по болотам, зарастающим озёрам, плавням, заливным лугам, берегам рек и озёр на богатых, часто засолённых почвах. Особенно много в низовьях рек, где часто образует обширные заросли. В пустынных и полупустынных сообществах может встречаться отдельными группами по пескам, что указывает на близость грунтовых вод.
Семена распространяются ветром и водой. Кроме того, известно вегетативное размножение, осуществляющееся посредством столонов и корневищ.
Растение зимостойкое, холодостойкое и устойчивое к заморозкам. Хорошо отзывается на внесение азотных и калийных удобрений. Переносит значительное засоление воды и нередко встречается в озёрах с солёной и горько-солёной водой. Растёт на разных типах почв — от лёгких песчаных, бедных питательными веществами, и до чернозёмных. 
|                                                                                              |  |  |
| Слева направо: корневище с корнями и побегами; стебли с листьями; соцветие; листья тростника |  |  |

## Ботаническое описание

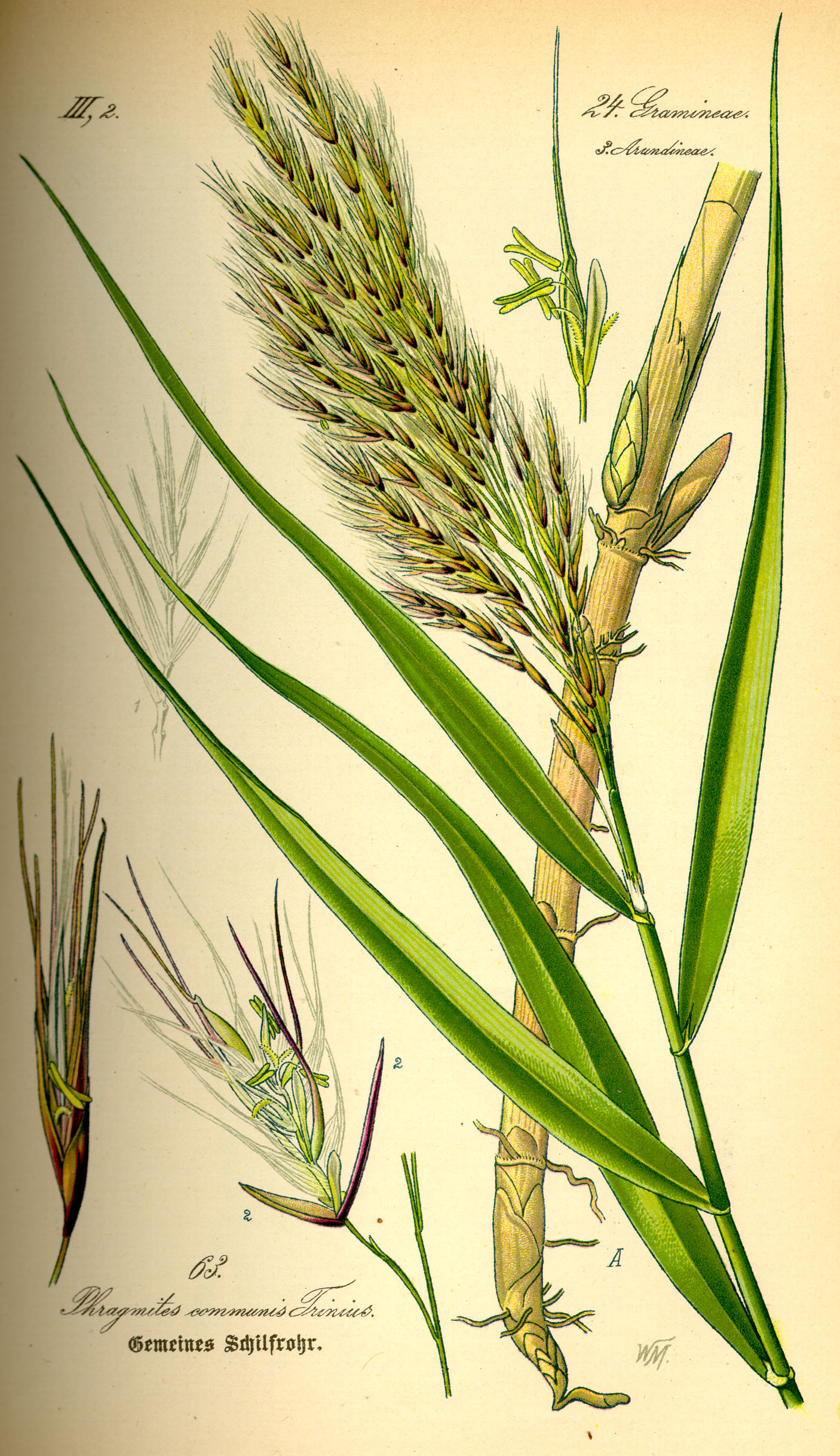

Высокое многолетнее прибрежно-водное травянистое растение. Развивает мощные, толстые и длинные (до 2 м) подземные (редко надземные) очень ветвистые корневища. Стебли прямые (соломина) до 1 см толщины, полые, гладкие, доверху облиственные, сизо-зелёные; стебель гибкий, от ветра не ломается, а только сгибается. Кроме стеблей, развиты ещё ползучие побеги.
Листья 5—25 мм шириной, плотные серо- или тёмно-зелёные, длинные, узкие, ланцетно-линейные или линейные, суживающиеся к концу, заострённые, плоские, жёсткие, по краю шероховатые; влагалище листа плотно обхватывает стебель; язычка нет, вместо него у основания листовой пластинки небольшой валик с рядом прямых волосков. Листья всегда поворачиваются ребром к ветру.
Стебель заканчивается крупной (до 50 см длиной), развесистой, густой, поникающей метёлкой, с тёмно-буроватыми или фиолетовыми, реже желтоватыми колосками. Линейно-ланцетные, сплюснутые тёмно-фиолетовые колоски около 1 см длиной содержат по три—семь цветков, из которых нижний мужской, а верхние обоеполые; колосковые чешуйки неравные (нижняя вдвое короче верхней, 2,5—5 мм длиной), короче цветковых, из которых нижняя — шиловидно-заострённая, кожисто-перепончатая — больше верхней, верхняя о двух килях. Ось колоска под цветками волосистая, отчего и самая кисть пушистая. Волоски равны по длине колосковым чешуям или длиннее их. Рыльца тёмно-красные. Цветёт с июля по сентябрь.
Плод — продолговатая зерновка. Плодоносит в августе — сентябре, не ежегодно. В одном соцветии образуется до 50—100 тыс. зерновок. Минимальная температура прорастания 8—10 °С, оптимальная температура прорастания 20 °С. Прорастание происходит на свету, с поверхности почвы или с глубины не более 0,5—1,0 см. Семена жизнеспособны один год.
Тростник обыкновенный — это фенотипически, цитологически и генетически вариабельное растение. Плоидность отдельных особей может быть от триплоидной до октоплоидной, таким образом, для вида характерна полиплоидия. Хромосомный набор 2n = 36, 48 или 96.

## Химический состав
В молодом растении (до колошения) содержатся экстрактивные вещества, витамин C, клетчатка, целлюлоза, белок, жир, каротин. Листья содержат витамины, каротин, фитонциды.
В корневищах содержится до 50 % крахмала, 5 % белка, 32 % клетчатки. Иногда их употребляют как заменитель кофе и делают из них муку, однако она вредна из-за большого содержания клетчатки.
| Фаза         | Воды (в %) | От абсолютного сухого вещества в % | От абсолютного сухого вещества в % | От абсолютного сухого вещества в % | От абсолютного сухого вещества в % |
| Фаза         | Воды (в %) | золы                               | кальция                            | фосфора                            | кремния                            |
| ------------ | ---------- | ---------------------------------- | ---------------------------------- | ---------------------------------- | ---------------------------------- |
| До цветения  | 66,0       | 6,9                                | 0,115                              | 0,285                              | 1,350                              |
| Цветение     | 60,0       | 6,3                                | 0,080                              | 0,130                              | 2,452                              |
| Плодоношение | 55,0       | 6,5                                | 0,121                              | 0,107                              | 2,711                              |
| Отава        | 70,0       | 11,7                               | 0,050                              | 0,130                              | 4,686                              |

В молодых растениях содержится 33—52 мг/кг каротина и в среднем 200 мг/кг аскорбиновой кислоты (на сухую массу). Ко времени цветения и созревания содержание витаминов заметно уменьшается.

## Хозяйственное значение и применение

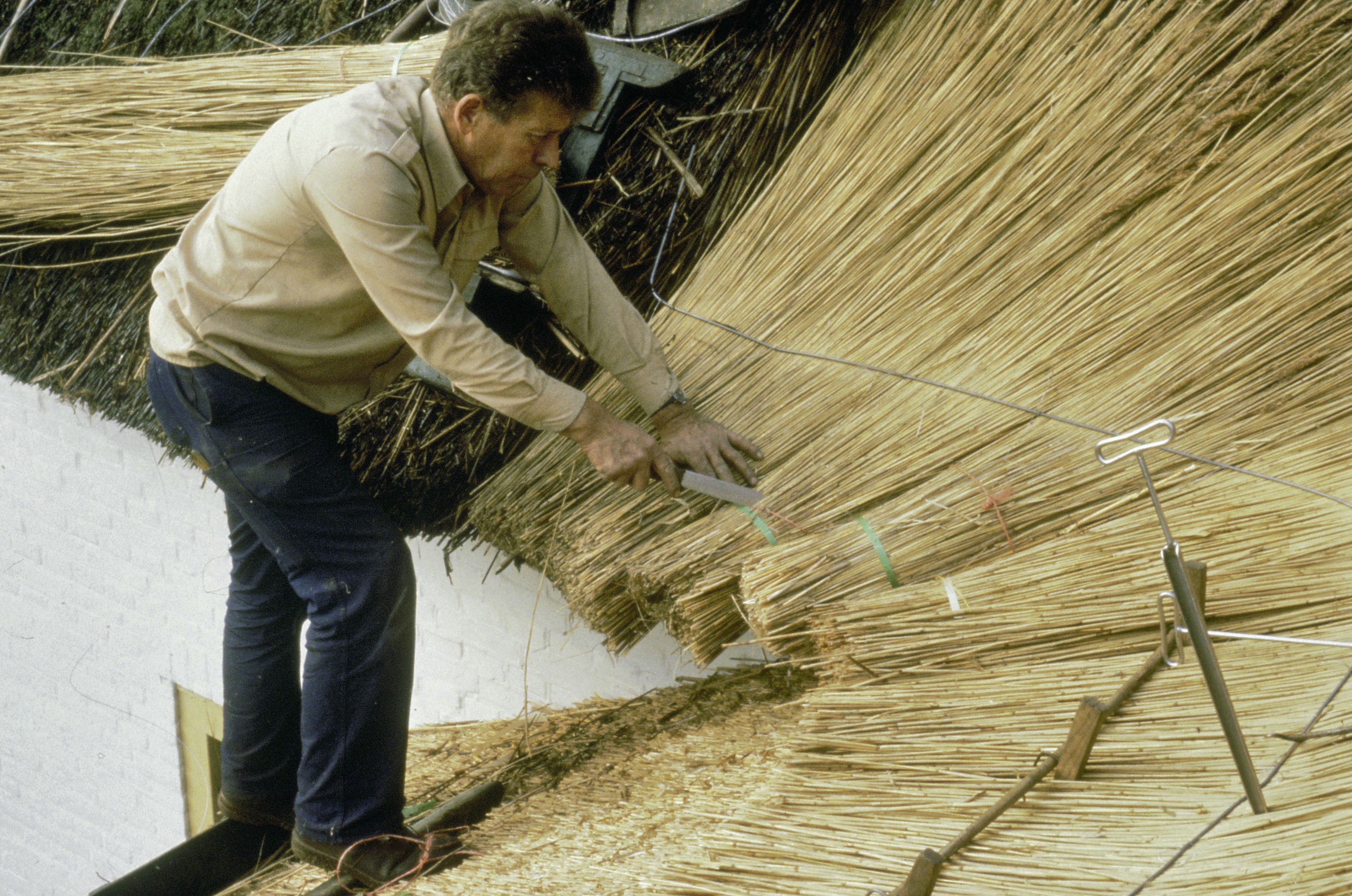
Сухие стебли используют как кровельный материал. Нидерланды

В зелёном состоянии и молодом возрасте содержит много сахаров и хорошо поедается крупным рогатым скотом и лошадьми, иногда предпочитая его всем другим травам. Овцы, козы и верблюды поедают хуже. Северным оленем (Rangifer tarandus) хорошо поедается до выбрасывания метёлки. Еще до выбрасывания метёлок становится грубым. Значительно падает поедаемость и увеличивается количество не перевариваемых веществ. В сене хорошо поедается только при скашивании до образования метёлки. Заготовленный в этой же фазе даёт силос прекрасного качества не уступающий силосу из подсолнечника. В корм скоту можно также использовать корни тростника в виде сечки, отрубей и муки. Такой корм по питательной ценности близок к злаковому сену. В виде сечки скармливается лошадям, крупному рогатому скоту и овцам. Мука скармливается свиньям и уткам.
По наблюдениям в Окском заповеднике верхушка растения часто поедается европейским лосём (Alces alces).
Молодые, ещё не развернувшиеся побеги тростника содержат много сахаристых и белковых веществ, могут употребляться в пищу в сыром, маринованном и варёном виде, из них готовят супы, винегреты, пюре. Из высушенных и размолотых корневищ можно печь хлеб.
Побеги используют для выделки бумаги, плетения корзин, щитов, циновок. Из прессованного тростника получают хороший строительный материал — камышит.
Из тростника издавна делали музыкальные инструменты — свирели, пищики для флейт и кларнетов.
Используется на силос. Урожайность сухой надземной массы очень велика — до 40 т/га.
Злостный сегетальный сорняк. Широко распространён на орошаемых землях, где засоряет все сельскохозяйственные культуры, но особенно рис, хлопчатник, люцерну. Небольшие отрезки корневищ легко укореняются, поэтому междурядные обработки способствуют вегетативному размножению тростника южного. Основные меры борьбы: дренаж, иссушение верхних горизонтов почвы при временном прекращении поливов, глубокие и многократные обработки почвы, чередование посева риса с периодически поливаемыми культурами.
С лечебной целью в мае — июне заготавливают молодые стебли и листья тростника. Сушат в хорошо проветриваемом помещении, под навесом, на чердаках, раскладывая тонким слоем, периодически переворачивая. Корневища достают со дна водоёма граблями, вилами и т. п., промывают холодной водой, отрезают надземные части и мелкие корешки и провяливают несколько часов на воздухе, затем сушат в сушилках, печах, духовках при температуре 55—60 °С. Хорошо высушенное сырьё разламывается с хрустом, сладковатого вкуса и приятного запаха. Срок хранения корневищ до трёх лет, стеблей и листьев — один год. Препараты тростника обладают жаропонижающим, мочегонным, потогонным, противовоспалительным, витаминным свойствами.

## Ботаническая классификация

### Синонимы
По данным The Plant List на 2013 год, в синонимику вида входят:
- Arundo aggerum Kit.
- Arundo australis Cav.basionym
- Arundo barbata Burch.
- Arundo donax Forssk., nom. illeg.
- Arundo egmontiana Roem. & Schult.
- Arundo filiformis Hassk., nom. inval.
- Arundo flexuosa Brongn., nom. illeg.
- Arundo graeca Link
- Arundo naga J.Koenig ex Steud., nom. inval.
- Arundo nigricans Mérat
- Arundo occidentalis Sieber ex Schult.
- Arundo palustris Salisb., nom. illeg.
- Arundo phragmites L.
- Arundo pseudophragmites Lej., nom. illeg.
- Arundo pumila (Willk.) Griseb.
- Arundo pumila (Willk.) Schweinf. & Asch.
- Arundo pungens Steud., nom. inval.
- Arundo rivularis Steud., nom. inval.
- Arundo vulgaris Lam., nom. illeg.
- Calamagrostis nigricans Mérat
- Cenchrus frutescens L.
- Cortaderia egmontiana (Roem. & Schult.) M.Lyle ex Connor
- Cynodon phragmites (L.) Raspail
- Czernya arundinacea C.Presl
- Donax australis Steud., nom. inval.
- Oxyanthe phragmites (L.) Nieuwl.
- Phragmites altissimus (Benth.) Mabille ex Debeaux
- Phragmites arundinaceus J.Allam. ex Munro, nom. inval.
- Phragmites barbatus Stapf, nom. inval.
- Phragmites breviglumis Pomel
- Phragmites capensis Nees
- Phragmites caudatus Nees, nom. inval.
- Phragmites chilensis Steud., nom. inval.
- Phragmites communis Trin.
- Phragmites congestus Lowe
- Phragmites dioicus Hack. ex Hicken
- Phragmites dioicus Hack. ex Conert, nom. illeg.
- Phragmites distichus Buse
- Phragmites egmontianus (Roem. & Schult.) Steud.
- Phragmites emodii Arn. & Nees
- Phragmites explanatus Trin. ex Steud., nom. inval.
- Phragmites filiformis Steud.
- Phragmites fissifolius Steud.
- Phragmites flavescens (Custer) Hegetschw.
- Phragmites flexuosus Trin. ex Steud.
- Phragmites frutescens H.Scholz
- Phragmites graecus (Link) Steud.
- Phragmites hirsutus Kitag.
- Phragmites hispanicus Nees
- Phragmites humilis De Not.
- Phragmites isiacus (Custer) Rchb.
- Phragmites jahandiezii Sennen & Mauricio, nom. inval.
- Phragmites jeholensis Honda
- Phragmites longivalvis Steud.
- Phragmites loscosii Willk.
- Phragmites maritimus Mabille
- Phragmites martinicensis Trin. ex Steud.
- Phragmites maximus Mabille
- Phragmites minor Steud., nom. inval.
- Phragmites nagus Steud., nom. inval.
- Phragmites nakaianus Honda
- Phragmites nigricans (Mérat) Mabille
- Phragmites occidentalis Trin. ex Steud., nom. inval.
- Phragmites phragmites (L.) H.Karst., nom. inval.
- Phragmites pumilus Willk.
- Phragmites pungens A.Chev., nom. inval.
- Phragmites stenophyllus (Boiss.) Rouy
- Phragmites stenophyllus (Boiss.) Rouy ex Prain
- Phragmites vulgaris (Lam.) Crép., nom. illeg.
- Phragmites willkommianus Mabille
- Phragmites xenochloa Trin. ex Steud.
- Reimaria diffusa Spreng.
- Remirea diffusa Sieber ex Steud.
- Trichoon phragmites (L.) Rendle
- Xenochloa arundinacea Licht.

### Разновидности
- Phragmites australis subsp. altissimus (Benth.) Clayton, некоторыми авторами выделяется в самостоятельный вид Phragmites altissimus (Benth.) Mabille — Тростник высочайший[23]
- Phragmites australis var. marsillyanus (Mabille) Kerguélen[22]